# 13-й батальон шуцманшафта
13-й литовский батальон шуцманшафта (нем. 13 Lithuanische Schutzmannschaftsbataillon) — литовское коллаборационистское военизированное формирование времён Второй мировой войны, сотрудничавшее с немецкими оккупационными властями.

## История
13-й литовский батальон шуцманшафта до декабря 1941 года назывался 1-м батальоном. Местом дислокации был город Каунас. Этот батальон летом и осенью 1941 года участвавал в массовых убийствах евреев в Каунасе и за его пределами. К концу года жертвами коллаборационистов из батальона стали десятки тысяч евреев из Литвы, Германии, Австрии и Чехословакии. После убийств евреев батальон был переброшен в РСФСР на борьбу с партизанами.
11 марта 1942 года 13-й батальон шуцманшафта (14 офицеров и 368 полицаев) были передислоцированны в посёлок Дедовичи (Псковская область), который был центром партизанского края. Некоторые отряды батальона были направлены на карательные операции против партизан, а другие охраняли железную дорогу. 1-й батальон был дислоцирован в деревне Кипино, 1-й в Заполье, 3-й в Дорожкино. Штаб остался в Дедовичах. Полицаи были вооружены не только пистолетами и винтовками, но и тяжёлыми пулемётами, миномётами и артиллерией. Первый бой с партизанами произошёл 22 марта у деревне Раслово. Погибли 2 партизана, а 1 полицай получил ранение. Боестолкновения происходили практически ежедневно. 3 мая 1941 года партизаны напали на полицаев. Отступая литовские коллаборационисты сожгли деревни Старое и Новое Заполье. 15 из них получили ранения включая командира Норбертаса Гасенаса. В это же время партизаны напали на другую роту литовцев, убив 13 полицаев и 1 офицера. 13-й литовский батальон шуцманшафта участвовал в пытках и казнях местного населения. В деревне Старое Заполье ими были убиты Дмитрий и Николай Фёдоровы и ещё 3 человека (из них 1 женщина) за связь с партизанами. В колхозе «Красное знамя» были сожжены 47 дворов. В колхозе «Общий труд» коллаборационисты убили 7 человек (из них 3 женщины) и сожгли почти все здания.
Осенью 1942 года батальон был перекинут под Старую Руссу (Новгородская область). Полицаи рыли окопы, охраняли мосты и участвовали в антипартизанских операциях. Зимой 1942—1943 годов был переведён в Локнянский район (Псковская область), а в начале 1944 года — в Опочецкий район. Весной 1944 года 13-й батальон шуцманшафта вместе с немцами, латышскими и эстонскими батальон шуцманшафта участвовал в крупной карательной операции. Около 500 мирных жителей были вывезены на принудительные работы в Германию. Полицаи из 13-о батальона сжигали деревни в ходе операции. В апреле 1944 года командир К. Тендзегольскис был награждён Железным крестом II степени. С приближением Красной Армии полицаи отступили в Латвию и на север Литвы. Некоторые из них присоединились к «Силам обороны отечества», которое было формированием в составе вермахта. В августе 1944 года полицаи участвавали в боях с Красной Армией в районе города Гулбене понеся большие потери. За эти бои лейтенант батальона П. Микельскас был награждён Железным крестом I степени. Батальон сдался Красной Армии находясь в Курляндском котле.